# Cicablabus micros
Cicablabus micros is een keversoort uit de familie somberkevers (Zopheridae). De wetenschappelijke naam van de soort werd in 1997 gepubliceerd door Stanislaw Adam Ślipiński en Lawrence.